# The Edsels
The Edsels var ett amerikanskt doo-wop-band som var aktiva under slutet av 1950-talet och början av 1960-talet. Gruppnamnet togs efter bilmärket Edsel. The Edsels spelade in omkring 25 låtar och uppträdde flera gånger på Dick Clarks musik- och dansprogram American Bandstand. De var en av få grupper inom doo-wop-genren som fick konktrakt hos ett tyngre skivbolag, Capitol Records. Bandets största hit var "Rama Lama Ding Dong" som spelades in 1957 och släpptes 1958 (felaktig utgiven som " Lama Rama Ding Dong"), men slog igenom först 1961.

## Medlemmar
Originalbesättning
- George 'Wydell' Jones – melodistämma (död 27 september 2008)[5]
- Larry Green – förstatenor
- James Reynolds  – andratenor
- Harry Green  – baryton
- Marshall Sewell  – basstämma (död 5 juni 2013)[6]

Medlemmar 2007
- Marshall Sewell – basstämma
- James Reynolds – tenor, baryton
- Maurice Jones – förstatenor
- Danny Friendly – tenor

## Diskografi
Singlar
- 1958 – "Lama Rama Ding Dong" / "Bells"
- 1959 – "Do You Love Me?" / "Rink-A-Dink-I-Do"
- 1960 – "What Brought Us Together?" / "Don't Know What to Do"
- 1961 – "Count the Tears" / "Twenty Four Hours"
- 1961 – "Rama Lama Ding Dong" / "Bells"
- 1961 – "The Girl I Love" / "Got to Find Out About Love"
- 1961 – "Three Precious Words" / "Let's Go"
- 1962 – "Shaddy Daddy Dip Dip" / "Don't You Feel?"
- 1962 – "Shake Shake Sherry" / "If Your Pillow Could Talk"

Samlingsalbum
- 1992 – Rama Lama Ding Dong